# Astra-Unceta SA
Astra-Unceta SA – hiszpańskie przedsiębiorstwo produkujące broń strzelecką. Przedsiębiorstwo jest właścicielem marek: Astra, Brunswig, Firecat, Fortuna, Leston, Museum, Salso, Union i Victoria.
Przedsiębiorstwo Astra-Unceta SA zostało założone przez Pedro Unceta i Juana Esperanza w 1908 roku jako Esperanza y Unceta. Pierwszą siedzibą przedsiębiorstwa był Eibar w północnej Hiszpanii. Pierwszym produktem przedsiębiorstwa był pistolet Campo Giro produkowany dla hiszpańskiej armii.
W 1913 roku siedzibę przedsiębiorstwa przeniesiono do Guerniki. W tym samym roku zmieniono firmę na Esperanza y Cia. W 1914 roku przedsiębiorstwo zarejestrowało kilka marek, z których najpopularniejszą jest Astra.
W 1918 rozpoczęto produkcje pistoletu Astra 400. Do 1946 roku wyprodukowano 106 000 tych pistoletów, głównie na zamówienie armii hiszpańskiej. Jednocześnie przedsiębiorstwo produkowało małe pistolety przeznaczone na rynek cywilny wzorowane na konstrukcjach Johna Mosesa Browninga.
Obecnie Astra należy do największych hiszpańskich producentów broni krótkiej.